# Lazulit
Lazulit är ett ganska ovanligt mineral huvudsakligen bestående av hydroxidhaltigt magnesium-järn-aluminiumfosfat. Till färgen är det vanligen himmelsblått till grönblått eller ibland mörkgrönt. Det bildar (bi-)pyramidala kristaller eller invuxna massor och korniga aggregat.

## Förekomst
Lazulit förekommer främst i vissa granitpegmatiter och enstaka metamorfa bergarter, samt i några fall i sena, hydrotermala sprickmineraliseringar.
Fyndigheter har påträffats bland annat vid Salzburg, vid Zermatt i Schweiz, Grave mountains i Georgia, samt i Brasilien, Kanada och Kalifornien. I Sverige förekommer Lazulit bland annat vid Horrsjöberget (alternativ skrivning Hålsjöberg) i Värmland och Västanå väster om Näsum i Skåne

## Användning
Kristaller av lazulit anses vara en halvädelsten och slipas ibland till prydnadssten.